# Canta En Español
Canta En Español ist das 36. Extended-Play-Album des österreichischen Schlagersängers Freddy Quinn, das 1965 im Musiklabel Polydor (Nummer 50 984) in Spanien veröffentlicht wurde. Der Vertrieb geschah durch die Plattenfirma Fonogram, S.A.

## Schallplattenhülle
Auf der Schallplattenhülle ist Freddy Quinn mit weißem Hemd und schwarzem Kragen zu sehen, darunter trägt er eine schwarze Hose. Er steht vor einer Wand. Unter dem Bild sind die Liedtitel mit schwarzer Schrift auf blauem Hintergrund, darüber befindet sich der Albumtitel und der Interpretenname in weißer Schrift auf demselben Hintergrund.

## Musik
Adiós México ist eine Coverversion des Volksliedes La barca de oro. Es wurde als Single zusammen mit dem Lied 5000 Meilen von zu Haus' veröffentlicht.
Cu-Cu-Rru-Cu-Cu Paloma ist eine Coverversion des Liedes Cucurrucucú paloma, das 1954 von Tomás Méndez komponiert wurde. Es wurde als Single zusammen mit dem Lied 5000 Meilen von zu Haus' veröffentlicht.
Quinn sang die vier Lieder auf dem Album spanisch.

## Titelliste
Das Album beinhaltet folgende vier Titel:
- Seite 1

1. Una Carta De Mama
2. Señor Capitán

- Seite 2

1. Adiós México
2. Cu-Cu-Rru-Cu-Cu Paloma